# Méniscose

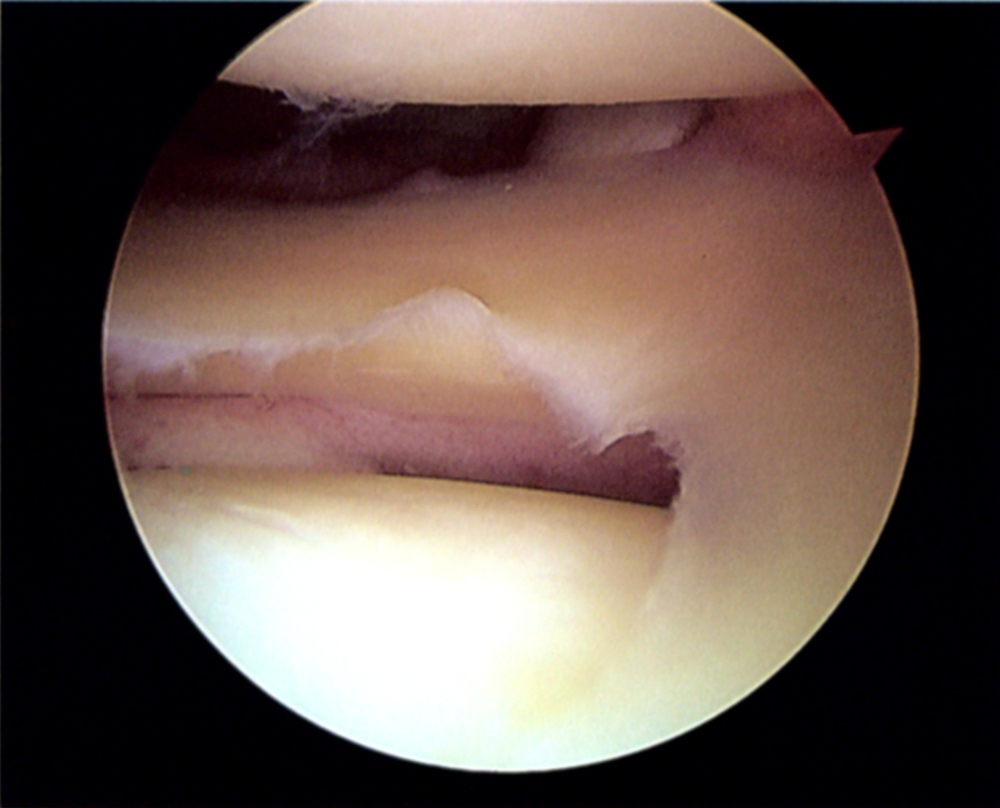
Exemple de méniscose

En anatomie, la méniscose est une dégénérescence du ménisque.
Le ménisque présente un hypersignal sur les pondérations T2 ou DP  en IRM. A l'arthrographie, le ménisque, terne, semble avoir perdu sa souplesse.